# Peter Dermot Doherty
Peter Dermot Doherty (Magherafelt, 5 de juny 1913 — Blackpool, 6 d'abril 1990) fou un futbolista i entrenador nord-irlandès.
Va néixer a Magherafelt, Comtat de Derry. Començà la seva carrera al Glentoran abans d'unir-se al Blackpool el 1933-34, quan tenia 19 anys. Posteriorment signà pel Manchester City, el 1936, club que pagà un traspàs de £10.000. Acabà la guerra jugà pel Derby County i pel Huddersfield Town.
El 1949 fitxà pel Doncaster, on fou jugador i entrenador. Continuà la carrera d'entrenador dirigint la selecció d'Irlanda del Nord (1951-1962), a la que classificà per la Copa del Món de Futbol de 1958. Acabà la seva trajectòria al Bristol City. Posteriorment formà part de l'equip tècnic del Liverpool FC.
Ingressà a l'English Football Hall of Fame el 2002. El 1998 fou escollit per la Football League a la llista de les 100 llegendes del futbol anglès.
Doherty va morir a Blackpool el 1990 a l'edat de 76 anys.